# Labrobius delus
Labrobius delus är en mångfotingart som beskrevs av Chamberlin 1915. Labrobius delus ingår i släktet Labrobius och familjen stenkrypare. Inga underarter finns listade i Catalogue of Life.